# Girard (Kansas)
Girard és una població dels Estats Units a l'estat de Kansas. Segons el cens del 2000 tenia 2.773 habitants.

## Demografia
Segons el cens del 2000, Girard tenia 2.773 habitants, 1.063 habitatges, i 723 famílies. La densitat de població era de 563,5 habitants/km².
Dels 1.063 habitatges en un 32,4% hi vivien nens de menys de 18 anys, en un 53,2% hi vivien parelles casades, en un 11,4% dones solteres, i en un 31,9% no eren unitats familiars. En el 28,2% dels habitatges hi vivien persones soles el 16,7% de les quals corresponia a persones de 65 anys o més que vivien soles. El nombre mitjà de persones vivint en cada habitatge era de 2,42 i el nombre mitjà de persones que vivien en cada família era de 2,95.
Per edats la població es repartia de la següent manera: un 24,8% tenia menys de 18 anys, un 9,4% entre 18 i 24, un 25,9% entre 25 i 44, un 19,8% de 45 a 60 i un 20,1% 65 anys o més.
L'edat mediana era de 38 anys. Per cada 100 dones de 18 o més anys hi havia 90,2 homes.
La renda mediana per habitatge era de 32.847 $ i la renda mediana per família de 37.014 $. Els homes tenien una renda mediana de 26.431 $ mentre que les dones 20.682 $. La renda per capita de la població era de 16.668 $. Entorn del 8,1% de les famílies i el 13,4% de la població estaven per davall del llindar de pobresa.

## Poblacions més properes
El següent diagrama mostra les poblacions més properes.